# Acantuerta
Acantuerta is een geslacht van vlinders van de familie uilen (Noctuidae), uit de onderfamilie Agaristinae.

## Soorten
- A. ladina Jordan, 1926
- A. thomensis (Jordan, 1904)